# Törzsök Éva
Törzsök Éva, asszonynevén Dériné Törzsök Éva (? – ) professor emeritus, 1988 és 1994 között a Külkereskedelmi Főiskola főigazgatója.

## Életpályája
A budapesti Közgazdaságtudományi Egyetem külkereskedelem szakán szerzett diplomát. 1964 és 1970 között üzletkötő volt a MODEX, majd a Hungarotex Külkereskedelmi Vállalatnál. Azóta a felsőoktatásban dolgozik. 1970 és 1986 között az MKKE külkereskedelmi tanszékén volt tanársegéd, adjunktus, majd docens. 1971-ben szerzett egyetemi doktori címet. 1986-ban került a Külkereskedelmi Főiskolára, ahol 1986–1987-ben tudományos és továbbképzési főigazgató-helyettesi, 1987-től a Marketing, 1990-től a Külkereskedelemtechnika tanszék vezetője volt. 1987 júliusában nevezték ki a Főiskola főigazgatójává. Kandidátusi értekezését 1983-ban védte meg. 

## Kutatási területei
- nemzetközi ügyletek,
- nemzetközi marketing,
- európai belső piac.

## Tudományos fokozata
- A közgazdaság-tudomány kandidátusa (1983)
- Az MTA köztestületének tagja.[2]

## Társadalmi szerepvállalása (válogatás)
- Az MTA Marketing Bizottsága elnökségének tagja,
- A Magyar Külkereskedelmi Szövetség elnökségének tagja,
- A Magyar Marketing Szövetség elnökségének tagja,
- A Külgazdaság című folyóirat szerkesztőbizottságának tagja

## Jelentősebb publikációi
- Törzsök Éva: Áruk szabad mozgása az Európai Unióban. SALDO Kiadó, Budapest (2015) ISBN 9789636384838
- Törzsök Éva: Külkereskedelem technikai ismeretek. Nemzeti Szakképzési és Felnőttképzési Intézet (NSZFI), Budapest (2008) ISBN 9789632640280
- Törzsök Éva – Sájer István: Külkereskedelmi ügyletek lebonyolítása. Nemzeti Szakképzési és Felnőttképzési Intézet (NSZFI), Budapest (2008) ISBN 9789632640303
- Törzsök Éva: Ausztria agrárgazdasága az Európai Unióban (Oblath György) KÜLGAZDASÁG 42 : 7-8 pp. 114-115. , 2 p. (1998)
- Éva Törzsök: Hungarian Negative Trade Balance and Foreign Transit Traders. ACTA OECONOMICA Vol : 47 pp. 386-402. (1995)
- Törzsök Éva: A külföldi közvetítő kereskedelem és a magyar kereskedelmi-mérleg-szaldó KÜLGAZDASÁG 39 : 10 pp. 37-53. , 17 p. (1995)
- Törzsök Éva (szerk.); Bognár, Éva* ; Németh, Márta ; Olach, Zoltán ; Szabóné, Streit Márta: Exportmarketing. Tankönyvkiadó, Budapest (1990) ISBN 9631823628
- Törzsök Éva: Csereáruk a nemzetközi kereskedelemben. KÜLGAZDASÁG 32 : 4 pp. 17-26. , 10 p. (1988)
- Törzsök Éva: Tudunk-e eleget vevőinkről? Vevőpolitika az exportban. KÜLGAZDASÁG 31 : 8 pp. 3-11. , 9 p. (1987)
- Somogyiné, Hegyi Anna (szerk.); Dériné, Törzsök Éva (szerk.); Gulyás, József (szerk.): A külkereskedelem technikája és szervezése.

Közgazdasági és Jogi Könyvkiadó, Budapest (1981) ISBN 9632210735
- Dériné, Törzsök Éva: Összefüggések az exporttermékek árai és értékesítési csatornái között. KÜLGAZDASÁG 21 : 3 pp. 206-214., 9 p. (1977)
- Dériné, Törzsök Éva: Monopol-elemek a külkereskedelmi és a termelővállalatok kapcsolatában. KÜLGAZDASÁG 18 : 5 pp. 346-351. , 6 p. (1974)